# Thongmyxay
Thongmyxay là một huyện (muang, mường)  thuộc tỉnh Xayabury ở bắc  Lào.